# Stenotarsus striatus
Stenotarsus striatus es una especie de coleóptero de la familia Endomychidae.

## Distribución geográfica
Habita en Irian Jaya (Indonesia).